# Lluís Icart i de Subirats
Lluís Icart i de Subirats (in älterer Sprachform Luys Ycart, * 14. Jahrhundert im Fürstentum Katalonien; † 15. Jahrhundert ebenda, wirkend von 1396 bis 1433) war ein katalanischer Dichter. Lluís Icarts biografisches Profil ist noch nicht vollständig erforscht. Es scheint, dass er Bürger von Lleida war, da er 1429 in dieser Stadt dokumentiert ist und sich für die Armee einschrieb, die der König gegen Kastilien vorbereitete. Er ist Autor von zwölf lyrischen Kompositionen und einem sehr langen erzählenden Gedicht mit dem Titel Consolació o avís d’amor („Trost und Rat der Liebe“). Das gesamte Werk von Lluís Icart ist im Cançoner Vega-Aguiló erhalten und überkommen.

## Leben und Werk
Lluís Icart entstammte dem niederen Adel. Er war ein Sohn von Pere Icart und Johanna de Subirats aus Lleida.
Lluís Icart nahm an den Jocs Florals des Consistori del Gay Sabre teil, die jährlich in Toulouse stattfanden. Ein Lied, das Lluís Icart für das Urteil in den Consistori-Wettbewerben komponierte, ist erhalten geblieben und an die los senhors set of the gay sauber gerichtet. In diesem Gedicht werden die künstlichen Beschränkungen offensichtlich, die die Konsistorien durch ihre Leys d’amor (Gesetze der Liebe, d. h. poetische Kompositionsregeln) den Komponisten auferlegten. Das Reimschema ist einfach. Das Gedicht wirkt uninspiriert, repetitiv und erzwungen. Alle Gedichte Lluís Icarts sind in der okzitanisch-katalanischen Mischsprache verfasst, die bei Dichtern im Gebiet der Krone von Aragon zu dieser Zeit vorherrschte und für Dichter vor Ausiàs Marc charakteristisch war.
Das angesprochene Gedicht Consolació o avís d’amor steht in der Tradition der Liebesletovarien. Der Text richtet sich an einen liebeskranken Empfänger und bietet diesem unendlich viele Heilmittel an, um sich von seiner Leidenschaft zu befreien. Im Gegensatz zu ähnlichen katalanischen Werken der gleichen Epoche, wie Joan Bassets Letovari und Bernat Metges Medicina, ist Lluís’ Consolació schwer und ernst im Ton. Die vertretene Philosophie ist vollständig die der höfischen Liebe.